# معدلات البيانات المحسنة لتطور النظام العالمي لاتصالات الهواتف المحمولة

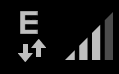
إشارة تقنية معدلات البيانات المحسنة لتطور نظام جي إس إم على الهواتف الذكية العاملة بنظام أندرويد.

معدلات البيانات المحسنة لتطور النظام العالمي لاتصالات الهواتف المحمولة (بالإنجليزية: Enhanced Data rates for GSM Evolution)‏ اختصاراً EDGE وتقرأ إيدج، هي تقنية رقمية للهاتف المحمول تسمح بمعدلات نقل بيانات محسنة كامتداد متوافق مع الإصدارات السابقة من «النظام العالمي لاتصالات الهواتف المحمولة». تُعتبر «إي دي جي إي» تقنية راديوية ما قبل الجيل الثالث، وهي جزء من تعريف الجيل الثالث الخاص بالاتحاد الدولي للاتصالات. نُشرت تقنية «إي دي جي إي» على شبكات «جي إس إم» بدايةً من عام 2003؛ في البداية بواسطة شركة سينغولر (الآن «إيه تي آند تي») في الولايات المتحدة.
تُوحَّد تقنية «إي دي جي إي» أيضًا بواسطة مشروع شراكة الجيل الثالث (3 جي بّي بّي) باعتباره جزءًا من عائلة «جي إس إم». طُور متغير يسمى «إي دي جي إي المُدمج» لاستخدامه في جزء من الطيف الرقمي لشبكات «إيه إم بّي إس ديجيتال».
من خلال إدخال أساليب متطورة لتشفير البيانات ونقلها، توفر تقنية «إي دي جي إي» معدلات بت أعلى لكل قناة راديوية، ما يؤدي إلى زيادة قدرها ثلاثة أضعاف في السعة والأداء مقارنةً باتصالات «جي إس إم / جي بّي آر إس» العادية.
يمكن استخدام تقنية «إي دي جي إي» لأي تطبيق تبديل رزم، مثل الاتصال بالإنترنت.
تستمر تقنية «إي دي جي إي المتطورة» في الإصدار 7 من معيار «3 جي بّي بّي»، ما يوفر زمن انتقال أقل وأكثر من ضعفَي الأداء على سبيل المثال لاستكمال الوصول عالي السرعة لرزم البيانات (إتش إس بّي إيه). يمكن توقع معدلات بت قصوى تصل إلى 1 ميغابت/ثانية ومعدلات بت نموذجية تبلغ 400 كيلوبت/ثانية.

## التكنولوجيا
تُطبق تقنية «إي دي جي إي / إي جي بّي آر إس» كتعزيز مثبت لشبكات «جي إس إم / جي بّي آر إس» من الجيل 2.5، ما يجعل من السهل على شركات «جي إس إم» الحالية الترقية إليها. «إي دي جي إي» هي مجموعة شاملة لـ «جي بّي آر إس»، ويمكن أن تعمل على أي شبكة مع تطبيق «جي بّي آر إس» عليها، بشرط أن ينفّذ الناقل الترقية اللازمة. لا تتطلب تقنية «إي دي جي إي» أي تغييرات في الأجهزة أو البرامج في شبكات «جي إس إم» الأساسية. يجب تثبيت وحدات الإرسال والاستقبال المتوافقة مع «إي دي جي إي»، وتجب ترقية النظام الفرعي للمحطة الأساسية لدعم «إي دي جي إي». إذا قام المشغل بذلك بالفعل، وهو ما يحدث في كثير من الأحيان اليوم، فسوف يؤدي هذا إلى إمكانية ترقية الشبكة إلى «إي دي جي إي» عن طريق تنشيط ميزة برمجية اختيارية. تُدعم اليوم تقنية «إي دي جي إي» من قبل كل مورّدي الشرائح الرئيسيين لكل من «جي إس إم» وَ«دبلو سي دي إم إيه / إتش إس بّي إيه».

### تقنيات النقل
بالإضافة إلى التعديل بالإزاحة الدنيا الغاوسية (جي إم إس كي)، تستخدم «إي دي جي إي» تعديلًا بإزاحة الطور ذي المرتبة العليا «بّي إس كي/8» بالنسبة إلى الأنظمة الخمسة العليا من بين أنظمة التعديل والترميز التسعة. تنتج تقنية «إي دي جي إي» كلمة مكونة من ثلاثة بتّات لكل تغيير في طور الحامل. وهذا يؤدي بفعالية إلى تضاعف معدل البيانات الإجمالي الذي يوفره «جي إس إم» إلى ثلاثة أمثاله. تستخدم «إي دي جي إي»، مثل «جي بّي آر إس»، خوارزمية تعديل المعدل التي تتكيف مع نظام التعديل والترميز (إم سي إس) وفقًا لجودة قناة الراديو، وبالتالي معدل البت وقوة نقل البيانات. إنه يقدم تقنية جديدة لم يُعثر عليها في «جي بّي آر إس»، وهي التكرار التزايدي الذي يُرسل المزيد من معلومات التكرار لتُدمج في جهاز الاستقبال، بدلًا من إعادة إرسال الحزم المتضررة. وهذا بدوره يزيد من احتمال فك الترميز الصحيح.
يمكن أن تحمل «إي دي جي إي» عرض نطاق ترددي يصل إلى 236 كيلوبت/الثانية (مع زمن انتقال من طرف إلى طرف أقل من 150 ميلي ثانية) خلال 4 وحدات زمنية (الحد الأقصى النظري هو 473.6 كيلوبت/الثانية خلال 8 وحدات زمنية) في وضع الرزمة. هذا يعني أنه يمكن التعامل مع أربعة أضعاف حركة المرور ضمن «جي بّي آر إس» القياسية. تَفي «إي دي جي إي» بمتطلبات الاتحاد الدولي للاتصالات لشبكة الجيل الثالث، وقبلها الاتحاد الدولي للاتصالات، باعتبارها جزءًا من عائلة الاتصالات المتنقلة الدولية-2000 لمعايير الجيل الثالث. وتحسن أيضًا من وضع البيانات المنقولة التي تسمى البيانات المنقولة عبر خطوط الهاتف عالية السرعة (إتش إس سي إس دي)، ما يزيد معدلَ البيانات لهذه الخدمة.

## الشبكات
تنص الجمعية العالمية لمورّدي الأجهزة المحمولة (جي إس إيه) أنه في مايو 2013، كانت هناك 604 شبكات «جي إس إم / إي دي جي إي» في 213 دولة، من إجمالي 606 التزامات لمشغل شبكات المحمول في 213 دولة.